# Franciszek Wróblewski
Franciszek Wróblewski (26. března 1789 – 28. dubna 1857) byl polský šlechtic, lékař a doktor medicíny.

## Životopis
Franciszek Wróblewski se narodil do bohaté rodiny se znakem Ślepowron. Byl nejmladším ze tří synů Józefa Wróblewského a Anny Wróblewské (rozené Eysmont). Navštěvoval univerzitu ve Vilniusu, kde získal titul v oboru medicíny. Dne 20. května 1815 získal titul doktora medicíny Vilniuské univerzitě za svoji disertační práci s názvem De carcinomate bulbi oculi ejesque cura (O karcinomu bulbu oka a jeho léčbě). Poté začal praxovat jako lékař ve Vilniusu.
Dne 19. května 1813 se oženil s Zofií Szytlerovou ve Vilniusu. Spolu měli tři syny (Józef Onufry, Ludwik Franciszek a Franciszek Seweryn).
Medicínskou praxi měl ve Vilniusu, kde byl jedním z nejslavnějších místních lékařů. Za své zásluhy byl ruským císařem Mikulášem I. vyznamenán Řádem svaté Anny.
Franciszek Wróblewski byl pohřben na hřbitově Rasos.